# Leucochrysa garridoi
Leucochrysa garridoi là một loài côn trùng trong họ Chrysopidae thuộc bộ Neuroptera. Loài này được Alayo miêu tả năm 1968.